# Colextran
Colextran (INN) là một chất cô lập axit mật. Về mặt hóa học, nó là ether của dextran và diethylethanolamine.